# Parti national démocratique (Corée du Sud)
 (signalé en mai 2025).
Si vous disposez d'ouvrages ou d'articles de référence ou si vous connaissez des sites web de qualité traitant du thème abordé ici, merci de compléter l'article en donnant les références utiles à sa vérifiabilité et en les liant à la section « Notes et références ».
- Archive Wikiwix
- Bing
- Cairn
- DuckDuckGo
- E. Universalis
- Gallica
- Google
- G. Books
- G. News
- G. Scholar
- Persée
- Qwant
- (zh) Baidu
- (ru) Yandex
- (wd) trouver des œuvres sur Wikidata

Le Parti national démocratique (hangeul : 민주국민당 ; hanja : 民主國民黨 ; RR : Minjugukmindang) est un parti politique de Corée du Sud. Il est créé le 10 février 1949 par la fusion du Parti démocrate de Corée et de groupes supportant Sin Ik-hui (en) et Yi Chong-chon. 
Lors de sa constitution, il regroupe 70 députés sur les 200 que compte alors le parlement sud-coréen, mais ce nombre tombe à 24 dès les élections législatives de 1950. Yi See-young représente le parti lors de l'élection présidentielle sud-coréenne de 1952, mais se classe troisième. Le parti perd encore en importance lors des législatives de 1954 en ne remportant que 15 sièges à l'assemblée, et finit par se transformer en Parti démocrate en 1955.